# Aaron Paul
Aaron Paul Sturtevant, ameriški filmski in televizijski igralec, * 27. avgust 1979, Emmett, Idaho, Združene države Amerike.
Najbolj znan je po stranski vlogi narkomana Jesseja Pinkmana v AMC-jevi televizijski seriji Kriva pota, v kateri je igral med letoma 2008 in 2013.

## Življenjepis
Po končani srednji šoli se je z nekaj prihranki preselil v Los Angeles, da bi prodrl kot igralec. Dolgo časa je dobival zgolj obrobne vloge v televizijskih serijah (prvič je nastopil v eni od epizod serije Beverly Hills, 90210 leta 1999) in oglasih, zato se je le s težavo preživljal. Njegova prva vidnejša vloga je bila v HBO-jevi seriji Big Love med letoma 2007 in 2011, ki pa ga tudi ni rešila iz finančne zagate.
Ko je že skoraj obupal, se je udeležil avdicije za Kriva pota in tam najbolj prepričljivo zadel vedenje zgube, ki se vrti v sumljivi družbi, zato je dobil vlogo. Kljub pomislekom, da je fizično preveč popoln za vlogo odvisnika od metamfetamina in da je bilo v zgodnjih različicah scenarija predvideno, da bo konec prve sezone njegov lik Jesse Pinkman umrl, sta se z glavnim igralcem Bryanom Cranstonom v vlogi Walterja Whitea tako dobro ujela, da so zanju spremenili celotno zasnovo zgodbe. Skozi vseh pet sezon je tako v ozadju Whiteove preobrazbe iz protagonista v antagonista tudi preobrazba Jesseja Pinkmana iz brezbrižnega narkomana v psihično zlomljeno človeško lupino. Za vlogo je v letih 2010, 2012 in 2014 prejel primetime emmyja, v letih 2009 in 2013 pa je bil nominiran.
Njegov naslednji večji projekt je bila glavna vloga v avtomobilističnem akcijskem trilerju Need for Speed: Želja po hitrosti (2014), saj je želel ustvariti nekaj drugačnega, da bi se kot igralec otresel podobe Jesseja Pinkmana, leta 2016 pa je dobil glavno moško vlogo v televizijski seriji The Path, v kateri igra pripadnika kulta, ki spominja na scientologijo in podobna novodobna spiritualna gibanja.